# 5-я дивизия ПВО
5-я дивизия ПВО  — соединение противовоздушной обороны Войск ПВО-ПРО ВКС России. Входит в состав 1-й армии ПВО-ПРО Западного военного округа. Штаб располагается в г. Видное.
Сокращённое наименование — 5д ПВО. Условное наименование — Войсковая часть № 52096 (в/ч 52096). Командир 5 дивизии ПВО — полковник Бережной Александр Викторович. Начальник штаба 5д ПВО — полковник Хитрин Александр Александрович.

## История
Часть создана 13 июня 1953 г. как 1-й корпус ПВО (Особого назначения).
В 1988 году корпус был переименован в 86-ю дивизию ПВО.
1 июня 2001 года переименована в 9-я дивизию ПВО.
С 2008 года 9 дивизия ПВО переформирована в 9 бригаду ВКО.
С 1 декабря 2014 года 4-я бригада ПВО переформирована в 5-ю дивизию ПВО.
1 августа 2015 года дивизия вошла в состав сформированной 1-й армии противовоздушной и противоракетной обороны (особого назначения).

## Состав[5]
- 9-й радиотехнический полк — войсковая часть 51858 (п. Михнево-3, Московской области)
- 549-й зенитный ракетный Краснознаменный полк — войсковая часть 61991 (п. Курилово, Троицкий административный округ Москва) — С-400[6][7]
- 606-й гвардейский зенитный ракетный Краснознаменный полк — войсковая часть 61996 (г. Электросталь, Ногинский район, Московской области) С-400[7];
- 614-й гвардейский зенитный ракетный Венский Краснознаменный орденов Кутузова 3-й степени и Александра Невского полк — войсковая часть 92574 (д. Пестово, Домодедовский район Московская область) — С-300ПМ;[7]
- 629-й гвардейский зенитный ракетный Бобруйско-Берлинский Краснознамённый орденов Кутузова, Богдана Хмельницкого и Александра Невского полк — войсковая часть 51857 (д. Каблуково, Щелковского р-на Московской обл) — С-300ПМ;[7]

## Командиры
1-й корпус ПВО (ОсН)
- генерал-майор Скорняков, Порфирий Константинович (1953—1954)
- генерал-майор Михайлов, Николай Фёдорович (1954—1958)
- генерал-майор Филатов, Николай Григорьевич (1958)
- генерал-майор Вихорь, Степан Филиппович (1958—1960)
- генерал-майор Васильев, Михаил Иванович (1960—1962)
- генерал-майор Королев, Борис Александрович (1962—1965)
- генерал-майор Маломуж, Владимир Григорьевич (1965—1966)
- генерал-майор Вураки, Андрей Фёдорович (1966—1970)
- генерал-лейтенант Ткаченко, Глеб Николаевич (1970—1980)
- генерал-майор Шаталов, Николай Андреевич (1980—1985)
- генерал-лейтенант Данилевич, Аркадий Павлович (1985—1988)

86-я дивизия ПВО
- генерал-майор Вересков, Владимир Иванович,
- генерал-майор Серебряков, Леонид Владимирович,
- генерал-майор Котельников, Валерий Илларионович,
- генерал-майор Алисов, Анатолий Борисович (2001)

9-я бригада ВКО
- полковник Сигалов, Эдуарда Семенович
- полковник Огиенко, Константин Александрович